# Jaime Ramírez
Jaime Caupolicán Ramírez Banda (Santiago, 1931. augusztus 14. – Santiago, 2003. február 26.) chilei válogatott labdarúgó.
A chilei válogatott tagjaként részt vett az 1962-es és az 1966-os világbajnokságon.

## Sikerei, díjai
Colo-Colo
- Chilei bajnok (1): 1956

Universidad de Chile
- Chilei bajnok (1): 1962

Unión San Felipe
- Chilei bajnok (1): 1971

Chile
- Világbajnoki bronzérmes (1): 1962